# Eckelsheim (Wüstung)
Eckelsheim ist eine Wüstung auf den Gemarkungen von Markt Einersheim und dem Iphöfer Ortsteil Possenheim im unterfränkischen Landkreis Kitzingen. Die Siedlung wurde bereits im 14. Jahrhundert verlassen. Die Gründe hierfür sind unklar.

## Geografische Lage
Eckelsheim liegt südöstlich von Markt Einersheim auf der Gemarkungsgrenze zu Possenheim. Die Einersheimer Kirche ist etwa 1 Kilometer von der Wüstungsstelle entfernt. Im Norden fließt der Moorseebach vorbei, das Gebiet von Eckelsheim wird dagegen von einem kleinen Moorseebach-Zufluss geprägt. Nordwestlich liegt die Sekretariusmühle, die als letzter Überrest des Dorfes zu gelten hat und lange Zeit auch Eckelsheimer Mühle genannt wurde. 1914 existierte außerdem die Flurlage „Egelsee“. Hier wird auch die Wüstung Kirchheim vermutet.

## Geschichte
Der Ortsname mit der Endung -heim verweist auf eine frühe Gründung im 8. Jahrhundert. Wahrscheinlich wurde Eckelsheim im Zuge des fränkischen Vorstoßes nach Mainfranken besiedelt. Das Präfix Eckels- deutet auf eine Gründung durch einen Adeligen mit Namen Aggili oder Eckel hin, sodass es sich um das „Heim des Aggili/Eckel“ handelte. Das Dorf entstand wohl gleichzeitig mit Einersheim in der fruchtbaren Senke des Moorseebachs.
Das Dorf wurde bereits im 14. Jahrhundert verlassen. Bei der Ersterwähnung 1414 lag das Gebiet bereits wüst. So wurde in der Teilungsurkunde des Hohenloher Erbes zwischen Castell und Limpurg lediglich die „Eckelsheimer mule“ genannt. Bei der Ortschaft handelte es sich um eine Kleinsiedlung, die nur aus zwei Huben bestand. Um 1550 nannte man das „Eckelsheimer Hüblein“ mit mehreren Morgen Wiesen. Untertägige Reste des Dorfes werden vom Bayerischen Landesamt für Denkmalpflege als Bodendenkmal eingeordnet.